# Seznam náčelníků Generálního štábu Armády České republiky
Funkce náčelníka Generálního štábu Armády České republiky vznikla po rozpadu Československa a po vzniku nové Armády České republiky v roce 1993. Na počátku tuto funkci zastával bývalý náčelník Generálního štábu Československé armády.

## Seznam
Seznam náčelníků:
- arm. gen. Karel Pezl (1. ledna 1993 – 30. června 1993)
- genplk. Jiří Nekvasil (1. července 1993 – 30. dubna 1998)
- arm. gen. Jiří Šedivý (1. května 1998 – 30. listopadu 2002)
- arm. gen. Pavel Štefka (1. prosince 2002 – 28. února 2007)
- arm. gen. Vlastimil Picek (1. března 2007 – 30. června 2012)
- arm. gen. Petr Pavel (1. července 2012 – 30. dubna 2015)
- arm. gen. Josef Bečvář (1. května 2015[2] – 30. dubna 2018)
- arm. gen. Aleš Opata (1. května 2018[3] – 30. června 2022)
- arm. gen. Karel Řehka (od 1. července 2022[4])